# Siegestor

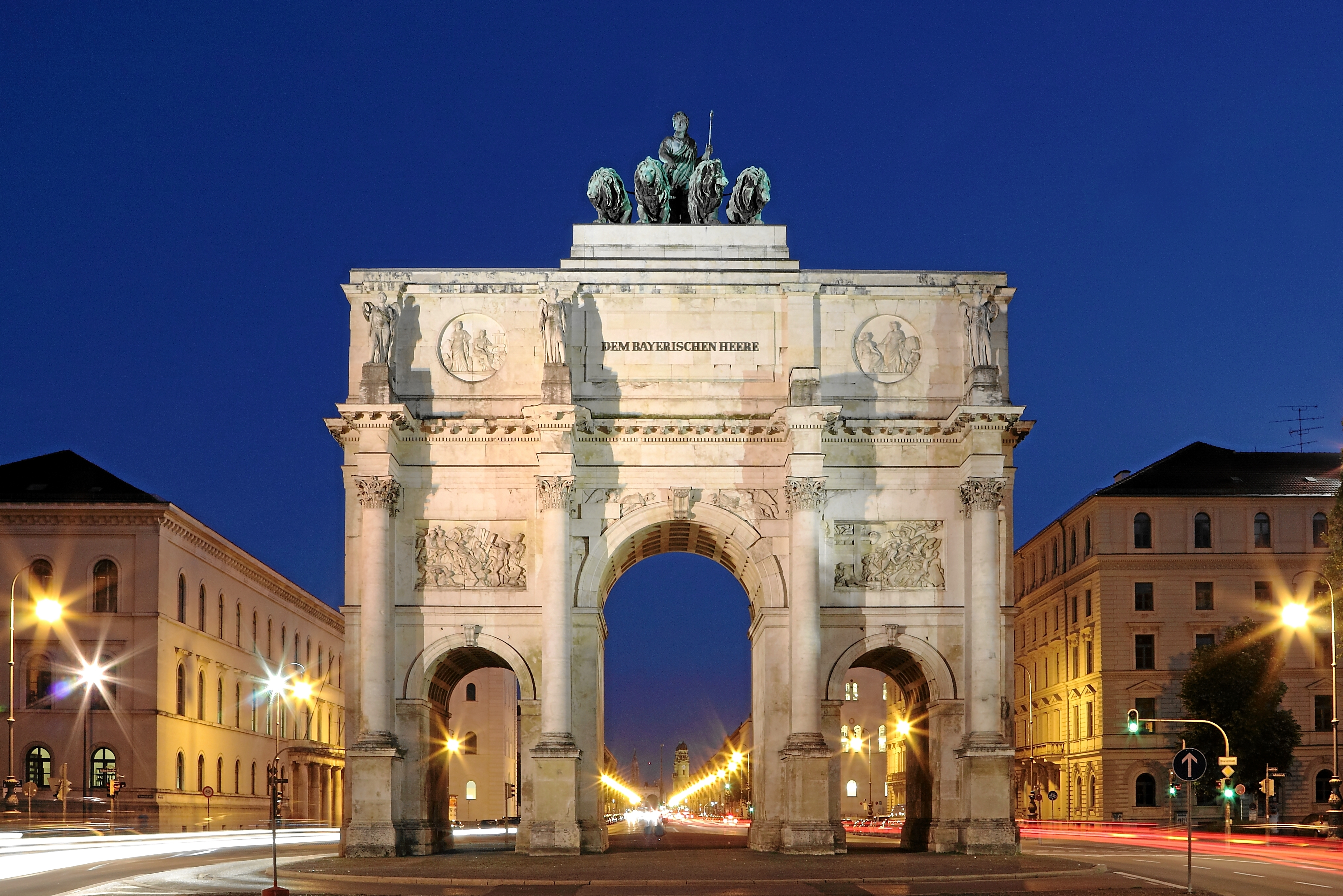
Das Siegestor bei Nacht

Das Siegestor ist ein klassizistisches Baudenkmal auf der Leopoldstraße im Bezirk Schwabing-Freimann in der bayerischen Landeshauptstadt München. Es wurde 1843 bis 1850 im Auftrag von Ludwig I. nach Entwurf von Friedrich von Gärtner errichtet. Als Vorlage diente der Konstantinsbogen in Rom.

## Geschichte

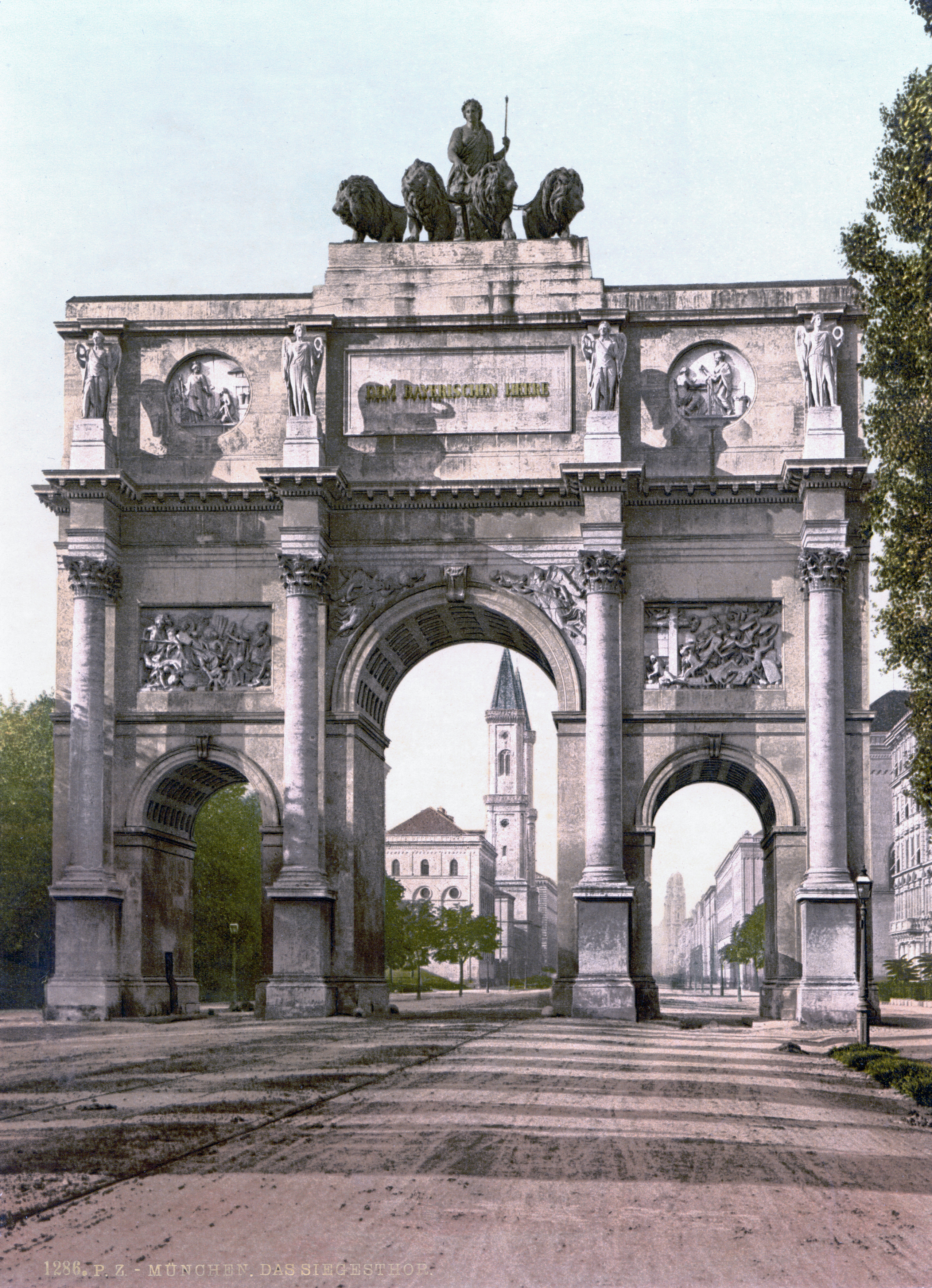
Siegestor, Ansicht der Feldseite, um 1870

Ludwig I. erteilte 1840 seinem Architekten Friedrich von Gärtner den Auftrag, einen Triumphbogen nach Vorbild des Konstantinsbogens in Rom als Abschluss der Ludwigstraße zu planen. Dieser Triumphbogen sollte dem bayerischen Heere gewidmet sein und somit direkt mit der Feldherrnhalle korrespondieren, die den südlichen Abschluss der Prachtstraße bildet. Das Siegestor wurde 1843 bis 1850, wie auch die Feldherrnhalle, aus Kelheimer Kalkstein errichtet, wobei nach Friedrich von Gärtners Tod 1847 dessen Schüler Eduard Metzger die Arbeiten übernahm. Am 15. Oktober 1850 übergab König Maximilian II. im Namen seines abgedankten Vaters das Siegestor an die Stadt München. Der Einweihung blieb Ludwig – er war zwei Jahre zuvor wegen der Montez-Affäre in den Ruhestand gezwungen worden – demonstrativ fern. Am 16. Juli 1871 zogen die bayerischen Truppen nach ihrem Sieg im Deutsch-Französischen Krieg durch das feierlich geschmückte Tor ein, womit es die seiner Bezeichnung entsprechende Bedeutung bekam.
Bei den Luftangriffen auf München im Zweiten Weltkrieg schwer beschädigt, wurde das Siegestor ab 1958 unter der Leitung des Architekten Josef Wiedemann wiederaufgebaut. Die im oberen Bereich stark vereinfachend restaurierte Stadtseite (Südseite) erhielt die neue Inschrift „Dem Sieg geweiht – Vom Krieg zerstört – Zum Frieden mahnend“, die der Journalist Hanns Braun verfasst und der Schriftgrafiker Franz Hart entworfen hatte. Damit wurde der Triumphbogen auch zum Mahnmal gegen den Krieg und für den Frieden. Die Feldseite (Nordseite) wurde weitgehend originalgetreu rekonstruiert, und 1972 kehrte auch die von Elmar Dietz wiederhergestellte Quadriga auf das Siegestor zurück. Zahlreiche Fragmente des Bauwerks, die bei der Instandsetzung 1956 keine Verwendung gefunden hatten, sind in der Nieserstraße hinter dem Stadtmuseum in einem Lapidarium ausgestellt, das 1995 nach Plänen von Gabriele Henkel aus Mitteln des Kulturbaufonds errichtet wurde.

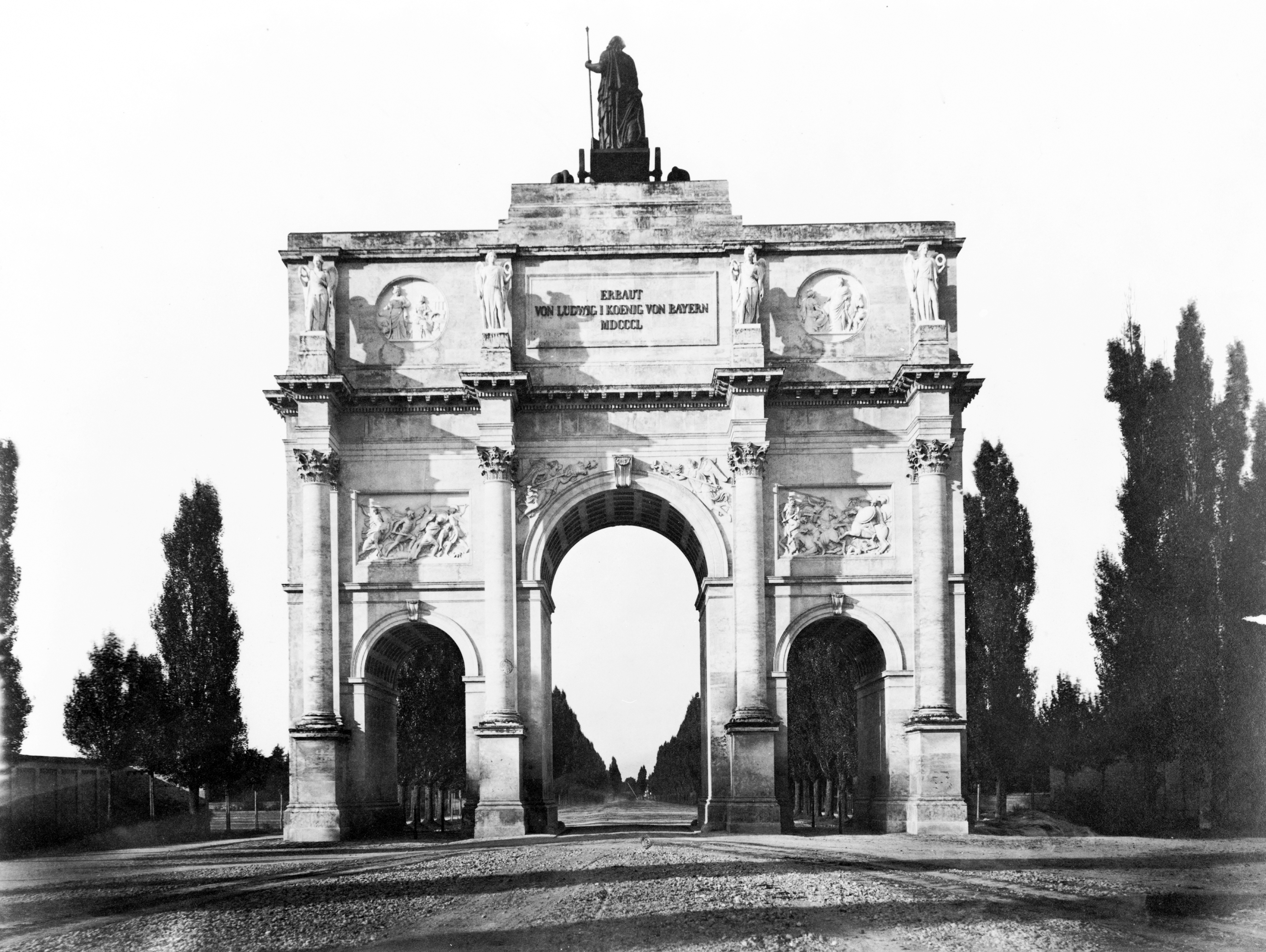
Stadtseite, ursprünglicher Zustand
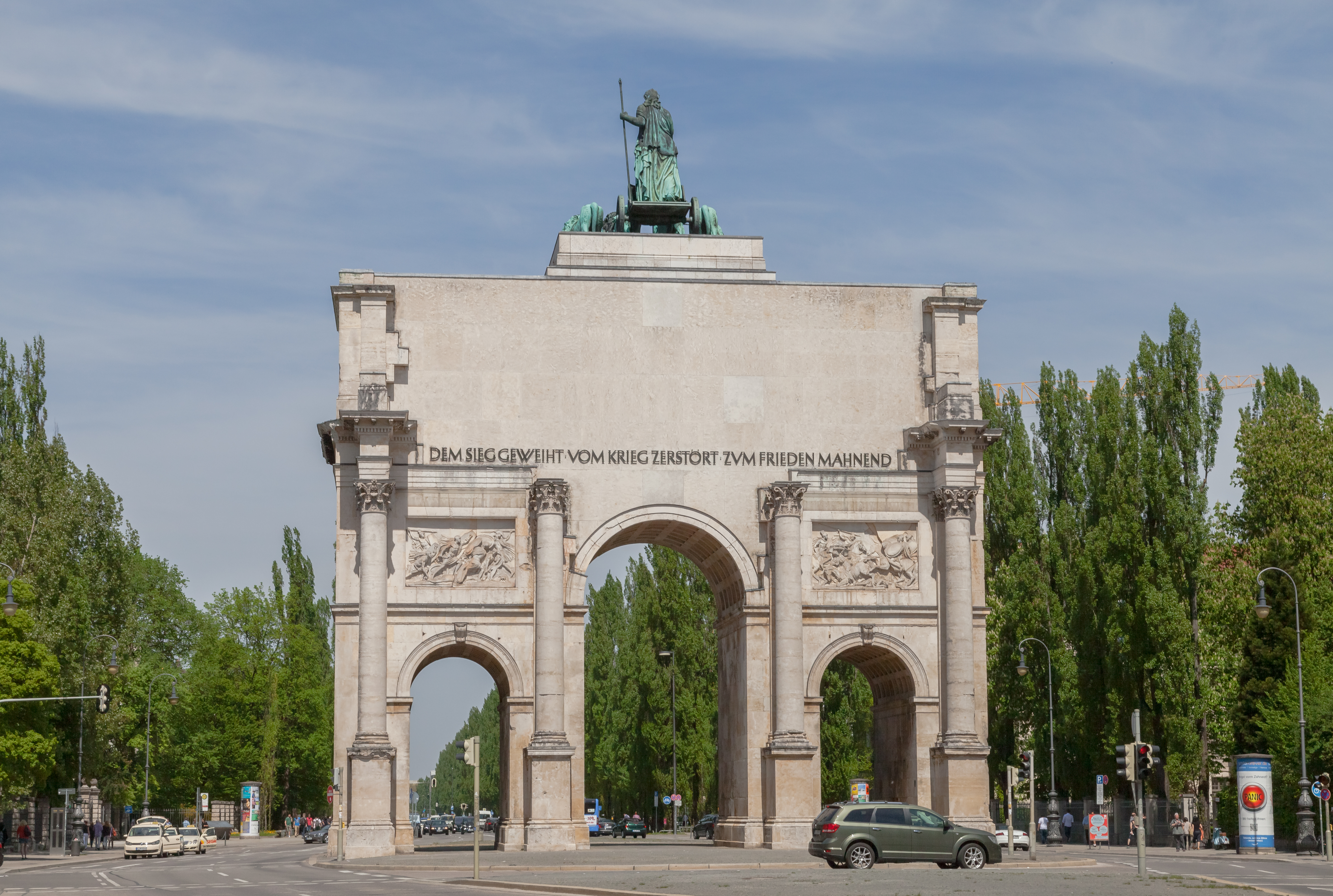
Stadtseite, heutiger Zustand

## Beschreibung

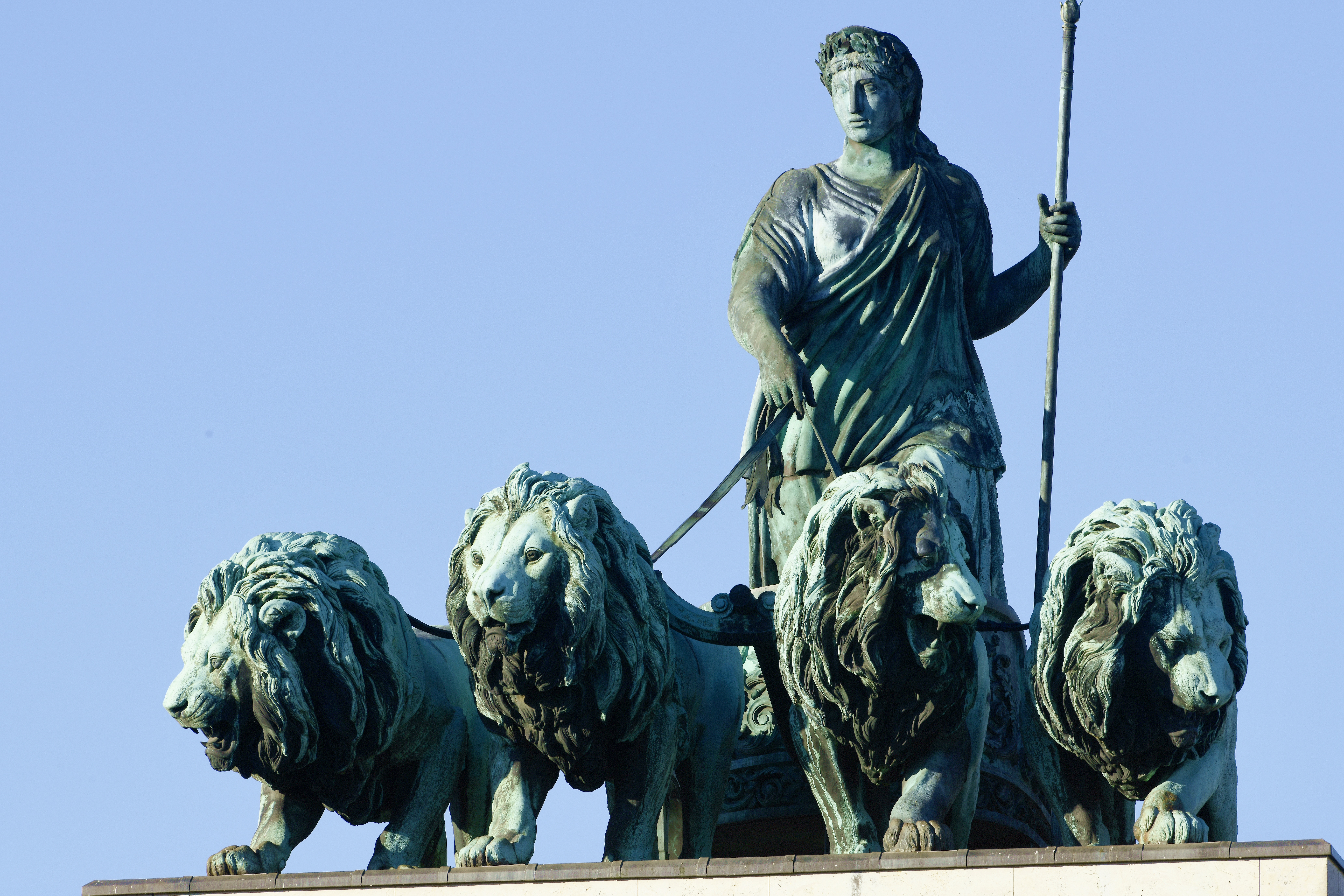
Die Quadriga auf dem Siegestor

Das Siegestor mit der Anschrift Leopoldstraße 2 liegt rund einen Kilometer nördlich der Feldherrnhalle und trennt die Ludwigstraße, die dort endet, von der Leopoldstraße, die dort beginnt. Damit markiert das Siegestor die Grenze zwischen den beiden Münchner Stadtvierteln Maxvorstadt und Schwabing. Das 24 Meter breite, 21 Meter hohe und zwölf Meter tiefe Denkmal wird von der 22 Tonnen schweren Quadriga bekrönt. In deren Mitte steht eine sechs Meter große Bavaria, die einen von vier Löwen gezogenen Wagen lenkt.
Mit dem Siegestor schuf Friedrich von Gärtner mehr als eine Kopie des Konstantinsbogens. Die Säulen, die auf hohe Podeste gestellt sind, betonen die klare vertikale Gliederung. Das wuchtige Gebälk drückt einer schweren Last ähnlich auf die harmonisch rhythmisierenden drei Bögen. Damit erhält der Triumphbogen die architektonische Kraft, den Zug des Siegestores aufzufangen und in die Felder und Wiesen, die 1852 noch vorherrschten, weiterzuleiten. Die thronend schwebende Quadriga schwebt über dem Siegestor und betont seine Mittelachse. Gleichzeitig fährt die Bavaria auf der Quadriga stadtauswärts in die Felder und Wiesen blickend „Dem Bayerischen Heere“ entgegen, wie die Inschrift auf der Nordseite verrät. Die Südseite trug ursprünglich die Inschrift „Erbaut / von Ludwig I Koenig von Bayern / MDCCCL“. Johann Halbig lieferte das kolossale Viergespann von Löwen zu Johann Martin von Wagners Entwurf für die Bavaria, die Friedrich Brugger modellierte.
Die Bildmotive der Reliefs zeigen Kampfszenen ohne historischen Bezug, die die militärische Stärke des bayerischen Heeres symbolisieren. Die Medaillons dagegen stellen Allegorien der damaligen bayerischen Kreise dar:
- Kreise Ober- und Niederbayern: Alpenviehzucht;
- Kreise Ober- und Mittelfranken: Handwerk und Viehzucht;
- Kreis Unterfranken und Aschaffenburg: Wein, Getreidebau und Schifffahrt;
- Kreis Rheinpfalz: Wein und Fischfang;
- Kreis Oberpfalz und Regensburg: Hammerwerk;
- Kreis Schwaben und Neuburg: Weberei.

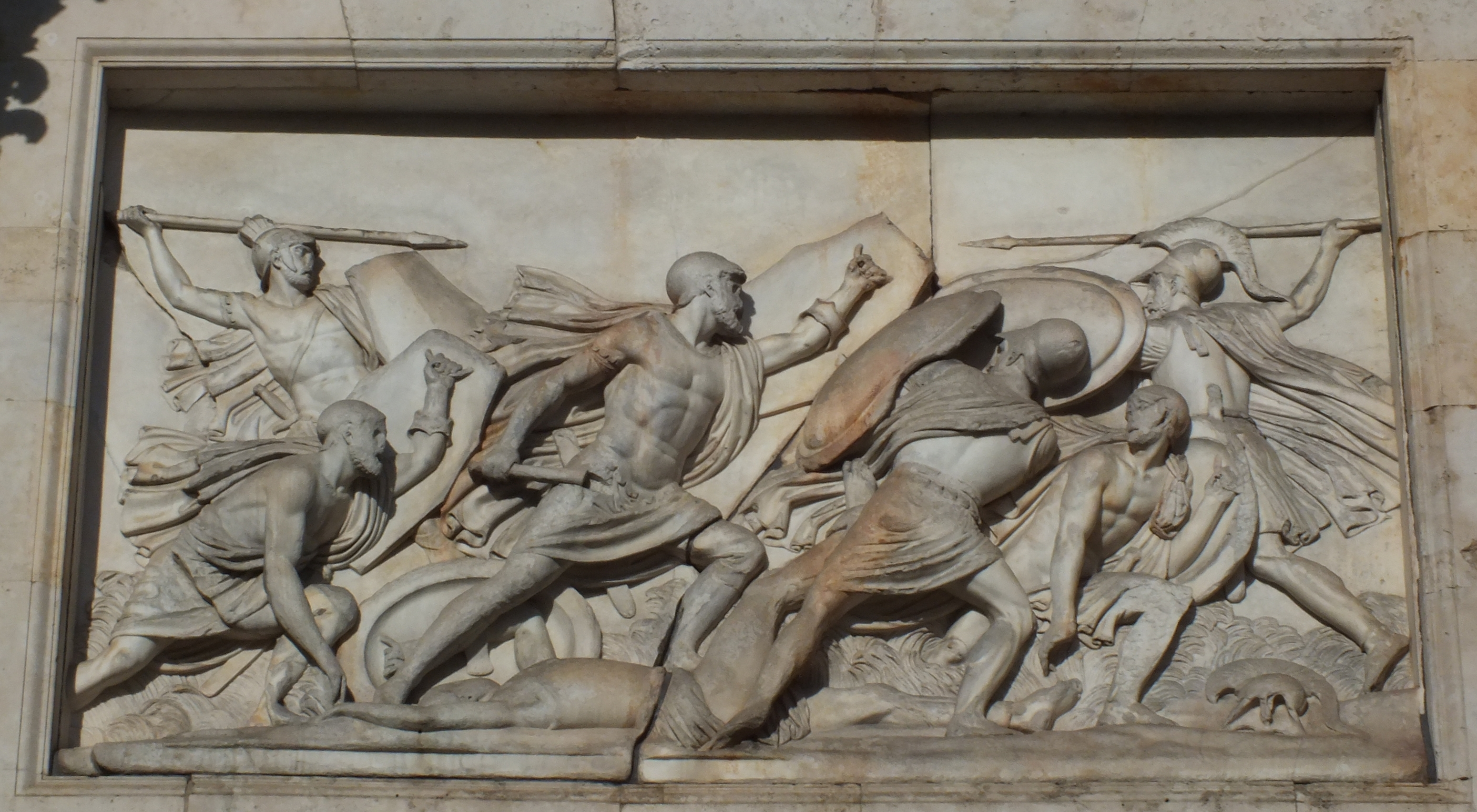
Relief, Stadtseite links
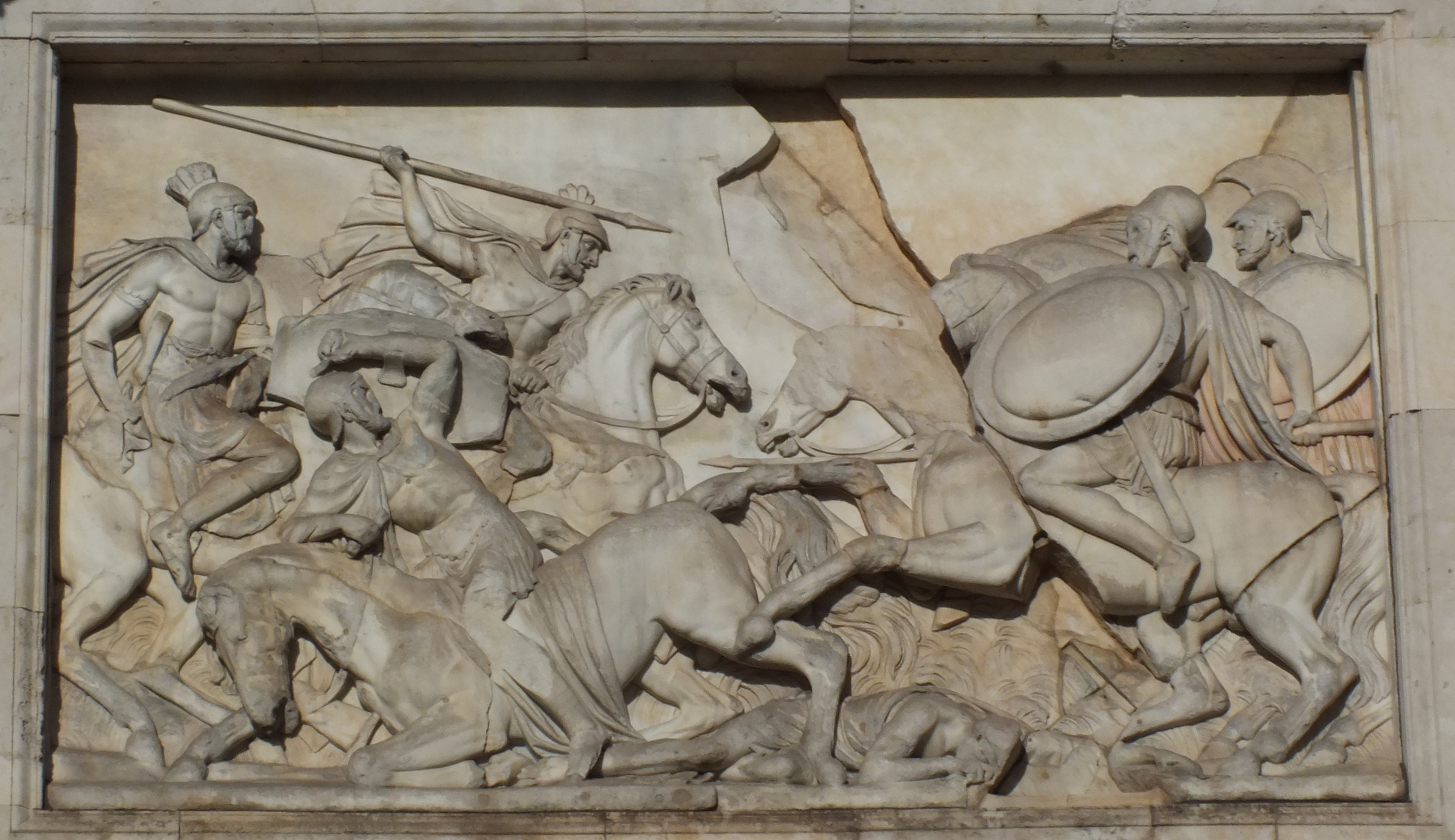
Relief, Stadtseite rechts

## Kunst am Siegestor
Ab dem 17. Februar 2018 befanden sich am Siegestor für fünf Monate zwei fünf Meter breite und zweieinhalb Meter hohe „Love-Hate“ Ambigramme aus patiniertem Stahl. Es handelte sich dabei um eine Kunstinstallation von Mia Florentine Weiss im Vorfeld des Münchner Faust Festivals 2018.

## Nicht genehmigte Wahlwerbung 2025
Im Bundestagswahlkampf 2025 war am Abend des 3. Januar 2025 eine überlebensgroße Projektion des grünen Kanzlerkandidaten Robert Habeck mit den Worten „Bündniskanzler. Ein Mensch. Ein Wort.“ auf der Südseite des Denkmals zu sehen. Die Projektion erschien auf der Fläche direkt oberhalb der Inschrift „Dem Sieg geweiht. Vom Krieg zerstört. Zum Frieden mahnend.“ Die Aktion wurde kontrovers aufgenommen. Die Polizei ließ die offenbar nicht genehmigte Projektion kurz darauf abschalten. Wie eine Polizeisprecherin auf Anfrage mitteilte, hatte die Firma, die die Werbung an das Baudenkmal projizierte, angegeben, im Auftrag der Grünen zu arbeiten.